# Ziri Ibn Attia
Ziri Ibn Attia (en berbère : ⵣⵉⵔⵉ ⵓ ⵄⵟⵉⵢⴰ) fut un chef berbère originaire du Dahra (anciennement appelé Mont Maghraoua) en Algérie, bastion de la tribu Maghraoua. Il sera nommé vizir par les Omeyyades de Courdoue, mais par la suite prendra parti pour les Fatimides. Ziri Ibn Attia occupera une grande partie du Maghreb et par la suite, s'auto-proclamera Émir de tous les Zénètes.

## Histoire
Ziri Ibn Attia est un chef berbère de la tribu des Maghraouas, tribu berbère originaire des Aurès en Algérie. Au début, Ziri Ibn Attia rassemble tous les zénètes pour envahir l'ouest du Maghreb. Mais une compétition acharnée entre Yeddou des Banou Ifren et lui se déclenche pour la prise du pouvoir de Fès. Ziri Ibn Attia profite de la décadence des Idrissides pour se dérober à la souveraineté des  Omeyyades de Cordoue et s'empare de Fès en 988. La ville de Fès sera la capitale du royaume Zénète. Ensuite, Ziri Ibn Attia sera invité par Almanzor en Espagne pour recevoir son titre de Vizir. À ce moment, Yeddou prend Fès des Maghraouas.
À son retour, Ziri Ibn Attia chasse Yeddou de Fès et reprend la ville. Par la suite, il se rebelle contre le régime d'Almanzor et des Omeyyades et fonde la ville d'Oujda en 994, pour y établir sa résidence en 995. Il bat les Musulmans d'Espagne en ⁣⁣996⁣⁣, puis sera vaincu par Abd al-Malik, fils d'Almanzor, et est réduit à s'enfuir dans le Sahara. Par la suite, l'émir Maghraoua fait une alliance avec les Fatimides et revient à la tête de quelques tribus et reprend Tlemcen, Tahert et les Zibans. Ziri Ibn Attia meurt en 1001à Achir .

## Référence
1. ↑  « فصل: الخبر عن آل زيري بن عطية ملوك فاس وأعمالها من الطبقة الأولى من مغراوة|نداء الإيمان », sur www.al-eman.com (consulté le 14 août 2022)
2. ↑  Ibn Khaldoun, Histoire des Berbères
3. ↑  André Suissa, Preuve par cinq - Verte était notre vallée, Editions du Panthéon, 23 avril 2021 (ISBN 978-2-7547-5421-7, lire en ligne)
4. ↑  Rachid Bellil, Les oasis du Gourara, Sahara algérien: Fondation des ksour. II, Peeters Publishers, août 2001 (ISBN 978-90-429-0924-3, lire en ligne)
5. ↑  Lucien Golvin, Le Magrib central à l'époque des Zirides: recherches d'archéologie et d'histoire, Arts et métiers graphiques, 1957 (lire en ligne)
6. ↑  Ibn Khaldoun, Histoire des Berbères, partie Maghraoua
7. ↑  Ismaël (1857-1932) Auteur du texte Hamet, Histoire du Maghreb : cours professé à l'Institut des hautes études marocaines / Ismaël Hamet,..., 1923 (lire en ligne)